# Trimethylolpropanfosfit
Trimethylolpropanfosfit je cyklická organická sloučenina patřící mezi fosfity, používaná jako ligand v organokovové chemii. Jedná se o bílou pevnou látku rozpustnou v organických rozpouštědlech. Je vysoce toxický.

## Příprava
Trimethylolpropanfosfit se připravuje reakcí trimethylolpropanu s chloridem fosforitým nebo trimethylfosfitem (v druhém případě se jedná o transesterifikaci):
P(OCH3)3 + C2H5C(CH2OH)3 → 3 CH3OH + C2H5C(CH2O)3P
První získaná podobná sloučenina byla odvozená od trimethylolethanu, ale byla špatně rozpustná, a tak bylo věnováno více pozornosti ethylovým derivátům.

## Reakce
Tato sloučenina vytváří izolovatelný ozonid, který se při teplotě nad 0 °C rozkládá a uvolňuje singletový kyslík.

## Využití v koordinační chemii
Je známo několik komplexů trymethylolpropanfosfitu, protože je tato látka díky přítomnosti fosfitové skupiny silně zásaditá a má malý Tolmanův úhel (101°).

## Bezpečnost
Trimethylolpropanfosfin je vysoce toxický a způsobuje křeče. LD50 u myší při nitrožilním podání je 1,1 mg/kg.